# José Miguel Boissard
José Miguel Boissard (4 de diciembre de 1978) es un deportista dominicano que compitió en judo. Ganó dos medallas de bronce en el Campeonato Panamericano de Judo en los años 2000 y 2003.

## Palmarés internacional
| Campeonato Panamericano | Campeonato Panamericano  | Campeonato Panamericano | Campeonato Panamericano |
| Año                     | Lugar                    | Medalla                 | Categoría               |
| ----------------------- | ------------------------ | ----------------------- | ----------------------- |
| 2000                    | Orlando (Estados Unidos) | Medalla de bronce       | –90 kg                  |
| 2003                    | Salvador (Brasil)        | Medalla de bronce       | –81 kg                  |